# Anfisa Poczkałowa
Anfisa Serhijiwna Poczkałowa (ukr. Анфіса Сергіївна Почкалова; ur. 1 marca 1990 we Lwowie) – ukraińska szpadzistka, dwukrotna medalistka mistrzostw świata.
W 2009 roku zdobyła brązowy medal indywidualnie na mistrzostwach świata juniorów w Belfaście.
Podczas mistrzostw świata w Antalyi w 2009 roku wywalczyła brązowy medal w turnieju indywidualnym. Wyprzedziły ją jedynie Rosjanka Lubow Szutowa i Kanadyjka Sherraine Schalm. Na mistrzostwach świata w Moskwie w 2015 roku Ukrainki w składzie: Ołena Krywyćka, Ksenija Pantelejewa, Anfisa Poczkałowa i Jana Szemiakina zdobyły drużynowo brązowy medal. Była też między innymi szósta drużynowo na mistrzostwach świata w Budapeszcie w 2013 roku.
Wystartowała na igrzyskach olimpijskich w Londynie w 2012 roku, gdzie była ósma w zawodach drużynowych. Brała też udział w igrzyskach olimpijskich w Rio de Janeiro w 2016 roku, zajmując ponownie ósme miejsce w szpadzie drużynowej. Były to jej jedyne starty olimpijskie.